# Bosanski Dubočac
Bosanski Dubočac (cyr. Босански Дубочац) – wieś w Bośni i Hercegowinie, w Republice Serbskiej, w gminie Derventa. W 2013 roku liczyła 178 mieszkańców.